# Amydria
Amydria is een geslacht van vlinders van de familie echte motten (Tineidae), uit de onderfamilie Acrolophinae.

## Soorten
- A. abscensella (Walker, 1863)
- A. anceps Walsingham, 1914
- A. apachella Dietz, 1905
- A. arizonella Dietz, 1905
- A. brevipennella Dietz, 1905
- A. clemensella Chambers, 1874
- A. confusella Dietz, 1905
- A. curvistrigella Dietz, 1905
- A. dyarella Dietz, 1905
- A. effrentella Clemens, 1859
- A. margoriella Dietz, 1905
- A. meridionalis Walsingham, 1914
- A. muricolor Walsingham, 1914
- A. obliquella Dietz, 1905
- A. onagella Dietz, 1905
- A. pauculella (Walker, 1864)
- A. pogonites Walsingham, 1914
- A. poliodes Meyrick, 1909
- A. scleropis Meyrick, 1914
- A. selvae Davis, 1986
- A. taracta Walsingham, 1914